# Ashanti Gold Sporting Club
Maillots
L'Ashanti Gold Sporting Club est un club ghanéen de football basé à Obuasi.

## Historique
- 1978 : Le club est fondé sous le nom de Obuasi Goldfieds
- 2004 : Le club est renommé Ashanti Gold SC
- 2022 : À la suite d'une affaire de match truqué lors de la dernière journée du championnat 2021-2022 Ashanti Gold est rétrogradé en deuxième division[2]

## Palmarès
- Championnat du Ghana
  - Champion : 1994, 1995, 1996, 2015

- Coupe du Ghana
  - Vainqueur : 1993
  - Finaliste : 1984, 2012

- Ligue des champions de la CAF
  - Finaliste : 1997

## Anciens joueurs
- George Owu
- Daniel Opare